# 活俑
《活俑》是倪匡筆下的科幻小說衛斯理系列的第六十八本作品，正式編號54，出版於1987年，連載於1983年8月15日至1984年1月7日的《明報》。
本小說以牧場主人之女馬金花及牧場工人卓長根之父神秘失蹤作開端，帶出故事內容。與《不死藥》一樣，作者在故事末端探究出長生不老也未必是好事，說明了人類認為值得追求的事並不一定會帶來真正的幸福。另外，衛斯理系列第七十四本作品《異寶》與《活俑》相關，但並非續集。

## 故事大綱

### 多年前的往事
衛斯理一天突然收到移居法國南部的岳父白老大的電報，白老大聲稱「有要事商榷」，並希望衛斯理能與其妻白素到訪當地。原來，白老大帶來了他的老朋友，年屆93歲的卓長根。卓長根是南美洲的蓄牧業大亨，但原來他廿多歲之前在陝西的草原生活，他向衛斯理夫婦說出75年前的故事，就是當年的草原之花馬金花失蹤之謎。馬金花本是牧場主人之女，年少時卓長根對她傾慕，馬金花十六歲那年突然在草原失蹤五年，後來再次出現，但她隻字不提這五年發生什麼事，並離開草原到北京讀書，最後成為殿堂級的歷史學者。卓長根最後亦離開草原去讀書，最後到南美成為蓄牧業大亨，亦再與馬金花相遇，但馬金花依然不肯說出失蹤五年發生什麼事。卓長根感他與馬金花年時已老，希望在有生之年解開謎團，又因卓長根得知馬金花身在里昂，故找衛斯理來法國幫忙。於是衛斯理展開了調查。

### 一塊戰國時期的白玉
在衛斯理夫婦調查時，得知卓長根的父親來歷神秘。卓長根只知他父親突然出現在草原並娶妻生子，對父親之前的事卻一無所知。衛斯理夫婦向卓長根取得到一塊父親留下的白玉，發現是戰國時期的古玉，衛斯理認為卓長根父親的來歷之謎與馬金花失蹤五年的事可能有關係。

### 落葉歸根
隨後卓長根和衛氏夫婦前往里昂找馬金花，但久病的馬金花最終病逝，臨終前向卓長根透露，自己的確曾作為人妻一事，而且她在遺囑中要求卓長根把她的遺體葬於家鄉陝西她當年失蹤時的「那九塊石板」內。認為卓長根一定會幫她完成心願。

### 失蹤的卓老爺子
就在陝西執行馬金花遺願時候，卓長根也失蹤了，卓長根的下屬找衛斯理夫婦協助尋找卓長根。為此衛斯理夫婦在搜索他之前，作出了蒐集資料的功夫，發現了有關秦皇俑的資料。兩人在陝西尋找卓長根的第十天時，卓長根與他父親卻忽然出現。衛斯理夫婦得知，卓長根的失蹤是因為他在執行馬金花遺願時，竟發現了已失蹤多年而且應該不可能在世的父親卓齒。

### 長睡短醒的活俑
原來卓齒是秦代古人，是秦始皇的親信，當年與其他九人為秦始皇試服長生不老藥，而在秦始皇死後卓齒等十人亦甘願殉葬，豈料卓齒等人因已服長生不老藥變成不死人，在秦始皇陵墓的地下皇城中進入長久冬眠狀態，一千年後醒來後發現世界已大變，但過了十年各人再次陷入冬眠狀態，五百年後再甦醒，之後每次冬眠時間縮短一半，最近一次只有八十年。。十人曾共同發誓嚴守地下皇城的秘密，不讓外人知悉自己的存在。九十多年前卓齒甦醒後，上地面時邂逅了卓長根的母親生下了卓長根，就因為卓齒的此次破戒間接造成多年後馬金花的失蹤。馬金花她在失蹤前的那次主持放牧遇險，她被另一個未死的將士、卓大叔的副手救出，兩者通婚一起住進地下皇城。五年後，馬金花因為副手進入「冬眠」狀態因而離開了地下皇城重回地面。

### 尾聲
衛斯理等人告別卓齒。卓齒聲言，地下皇陵即將封閉，卓長根等人再不能進入。這一別即是永別。

## 書中人物
- 衛斯理

書中主角，在接到岳父的邀請後，他就協助卓長根解開卓分與馬金花失蹤之謎，在調查中，他曾猜測卓馬二人是進入了第五度空間而消失。後來，他在陝西確實了卓、馬二人的確是在「那九塊石板」內消失，並且發現了卓大叔的來歷以及地下皇城的秘密。
- 白素

衛斯理太太，她與衛斯理在卓長根與馬金花失蹤也認為兩人是進入了第五度空間或是被外星人所捕。在陝西尋找卓長根的那時，她與衛斯理肯定了卓、馬二人的確是在「那九塊石板」內消失，並從卓大叔口中知道了他的來歷以及地下皇城的秘密。
- 白老大

白素之父、衛斯理的岳父，他請二人到訪法國居所，引見他的老朋友卓長根，以協勝他解開兩個謎團：其父的失蹤與馬金花的五年消失之謎。
- 馬金花/馬源

陝西馬氏牧場主人馬醉木之女，少青時性格潑辣、聰慧，曾以一人之力在馬術上戰勝九個比她年齡大的男子，也曾使兩個反目成仇的人變為出生入死的好友。隨後在她一次主持放牧時，她突然神秘失蹤五年，回放後轉得溫柔成熟，更為艷麗。
隨後，她又離開牧場，到北京上學堂。在六十年之間，由於她在皇城接觸到不少古籍，使她上學堂時主攻春秋思想、春秋戰國史以及秦史，並成為了世界著名的漢學家。在她成名後，由於她認為馬金花一名太俗，於是易名馬源。最終，她於法國里昂中風逝世，享年九十一歲。
- 卓長根

馬氏牧場的養馬人員之一，為人豪爽粗獷、極善養馬、配種。他在牧場之時一直暗戀馬金花，但卻因兩人一直年青時的賭氣，使二人無法結成情侶。在馬金花在五年後出現後不久，他也到北京上學堂，成為了博士，後來遷至南美洲創立了商業王國。基於他父親卓大叔和馬金花的失蹤過於奇怪，因此他借與白老大的好友關係，得到衛斯理的協助，尋找當年父親失蹤的真相，豈料後來他自己也失蹤了。
- 卓大叔/卓齒

卓長根之父，是一位極為善於養馬的馬販子。
在故書的開端，他就在內蒙古起居十年，沒有人知道他的名字。其妻死後，他帶著兒子到馬氏牧場，並自稱快將離世，要求馬醉木好好關照他。自此後，卓大叔就沒有見出現。其後，馬醉木發現卓大叔的來歷不明，沒有人知道他在內蒙古之前是在那兒，惹來了卓長根、白老大等人的懷疑。
後來，卓大叔親自出現，並向衛、白二人告白，原來卓大叔真名卓齒，是秦始皇時期軍隊的馬伕，掌管全國軍隊的戰馬，換句話來說，他至少已有二千多歲，這是由於他在一次偶然的機會下與其餘九位將士服下了方士的「長生不老藥」而一直生存於皇城內。最後，他也沒有離開皇城，與兒子卓長根永別。
- 馬醉木

馬氏牧場主人，是馬金花之父。為人極為豪爽，在認識卓大叔一會兒後就主動請他飲酒，並承諾卓大叔結予他照顧的一百匹良駿的收益全都由卓長根所擁有。在愛女失蹤以後的五年，他每天都醉酒，不相信金花已經逝世，使自己的喉嚨都灼傷。
- 江忠

來自關內的馬販子，本想採買一批好馬，回關內販賣，好大賺一筆，因為馬兒生病正在發愁，意外發現古樸的卓大叔是一個優秀的牧馬人，會用石龍芮治馬瘟。
- 鮑士方

卓長根的得力助手，四十出頭的精瘦漢子，為尋找失蹤的卓常根，率眾在秦始皇陵地區全面探查，全身曬的黑麻麻，仍然找不到卓老爺子的下落。

## 廣播劇
- 大陸廣州電台於2004年起以粵語首播衛斯理廣播劇，由主播講出《活俑》故事。
  - 主播:安神，少爺明

## 相關書目
- 《異寶》

## 資料來源
1. ↑  序言
2. ↑  .   [2012-02-20]. （原始内容存档于2012-04-05）.
3. ↑  活俑 – 第一部 –P.14
4. ↑  活俑 – 第六部 – P.148
5. ↑  活俑 - 第九部 - P.252
6. ↑  活俑 - 第九部 - P.257
7. ↑  活俑 – 第一部 –P.6-7
8. ↑  活俑 – 第四部 P.95-96
9. ↑  活俑 – 第四部 P.95
10. ↑  活俑 – 第四部 P.98
11. ↑  活俑 - 第八部 - P.224
12. ↑  活俑 - 第八部 - P.227
13. ↑  活俑 - 第九部 - P.238
14. ↑  活俑 - 第九部 - P.250
15. ↑  活俑 – 第一部 – P.29
16. ↑  活俑 – 第三部 – P 71

| 前任者： 053 洞天 | 衛斯理系列（按編號） 054                             | 繼任者： 055 犀照 |
| 前任者： 洞天     | 衛斯理系列（按連載時序） 1983年8月15日至1984年1月7日 | 繼任者： 犀照     |